# DFK Dainava
Dzūkijos futbolo klubas "Dainava" (DFK "Dainava") é um clube de futebol profissional lituano da cidade de Alytus que joga o A lyga.

## História
O Dzūkijos futbolo klubas "Dainava" foi fundado em 2016.